# Bulbophyllum amplebracteatum
Bulbophyllum amplebracteatum là một loài phong lan thuộc chi Bulbophyllum.